# کناراوان
کناراوان (ارمنی: Քնարավան) یک منطقهٔ مسکونی در جمهوری آرتساخ است که در استان شاهومیان واقع شده‌است. کناراوان ۷۶ نفر جمعیت دارد

## نگارخانه

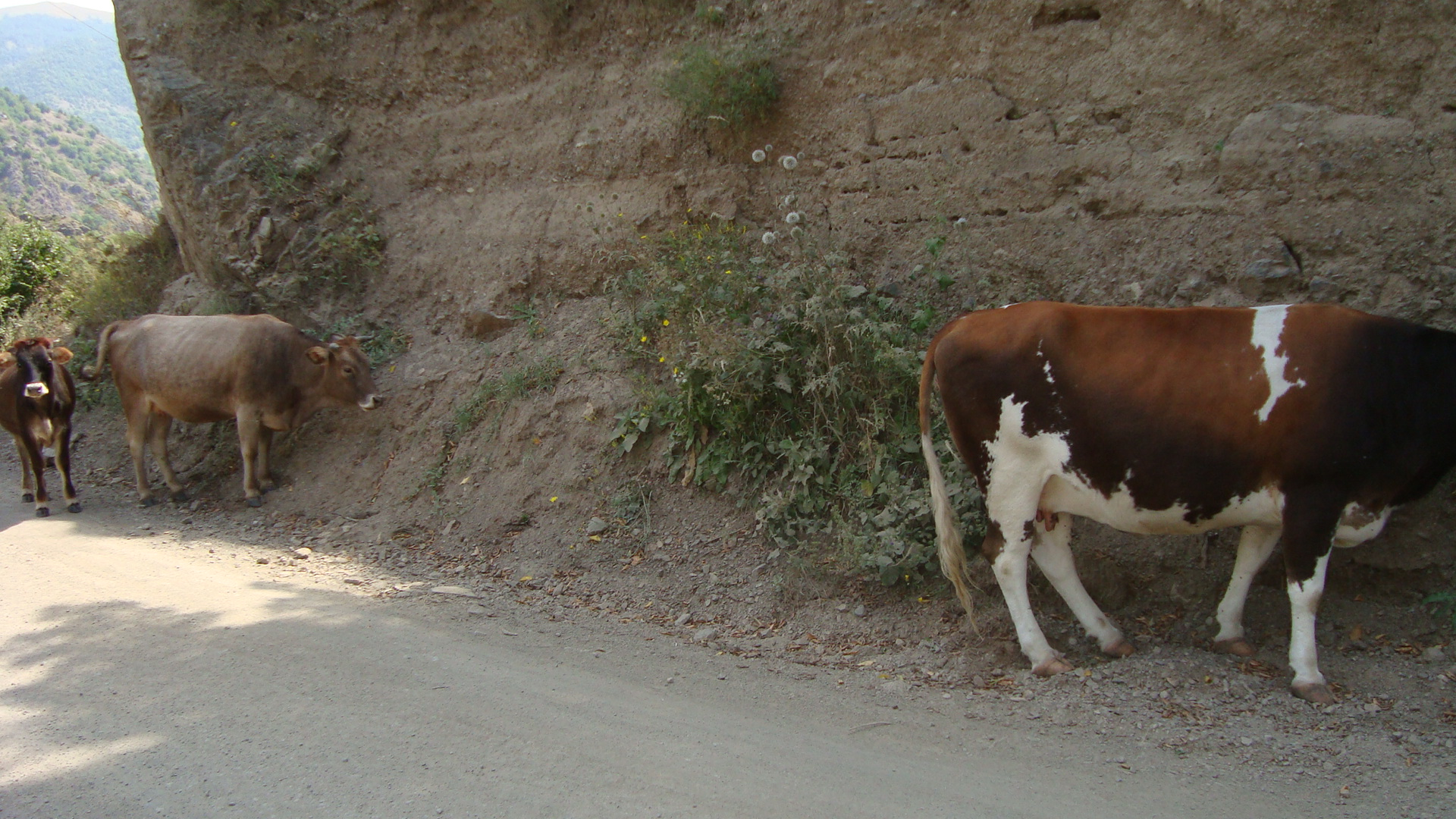
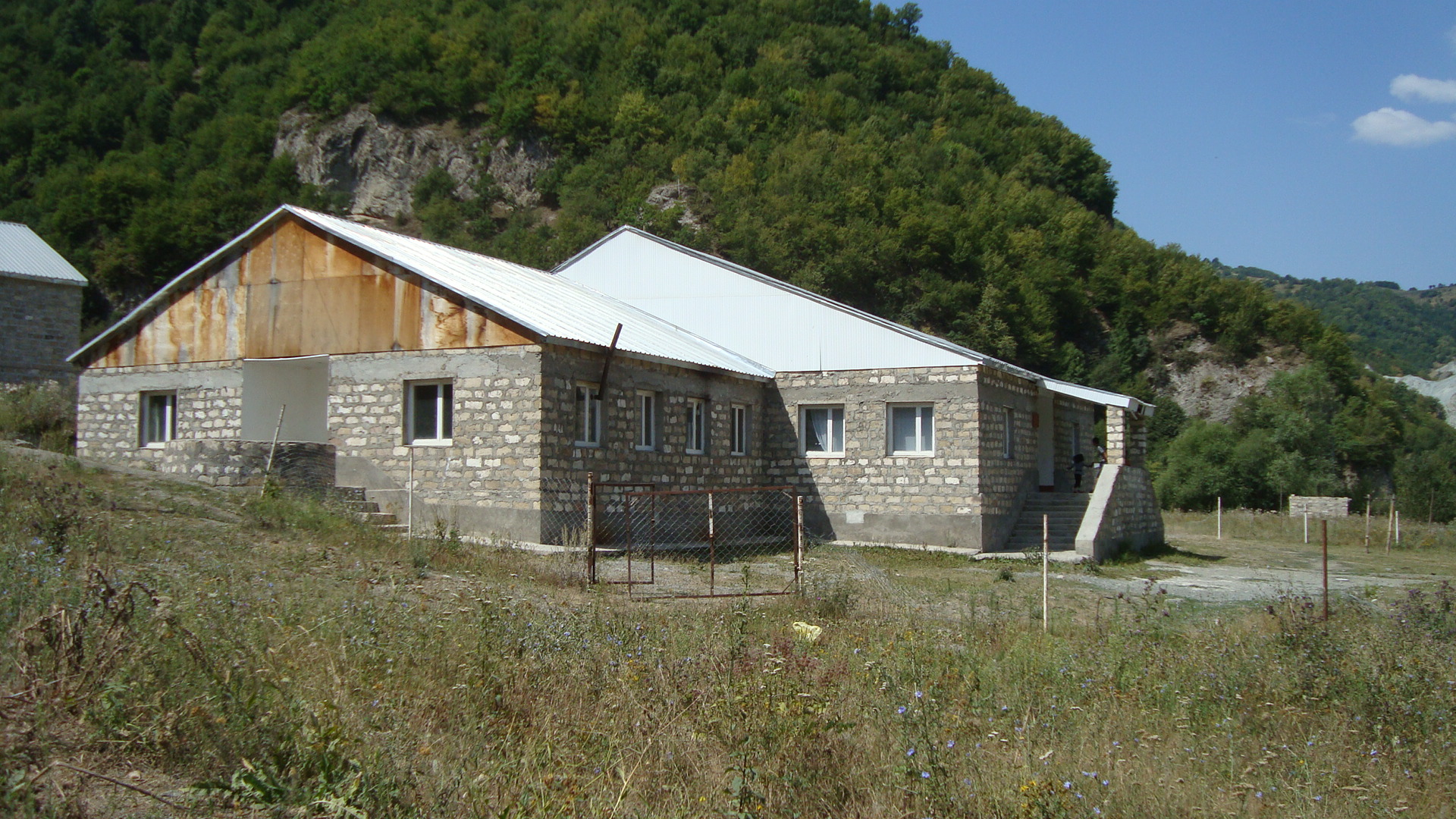
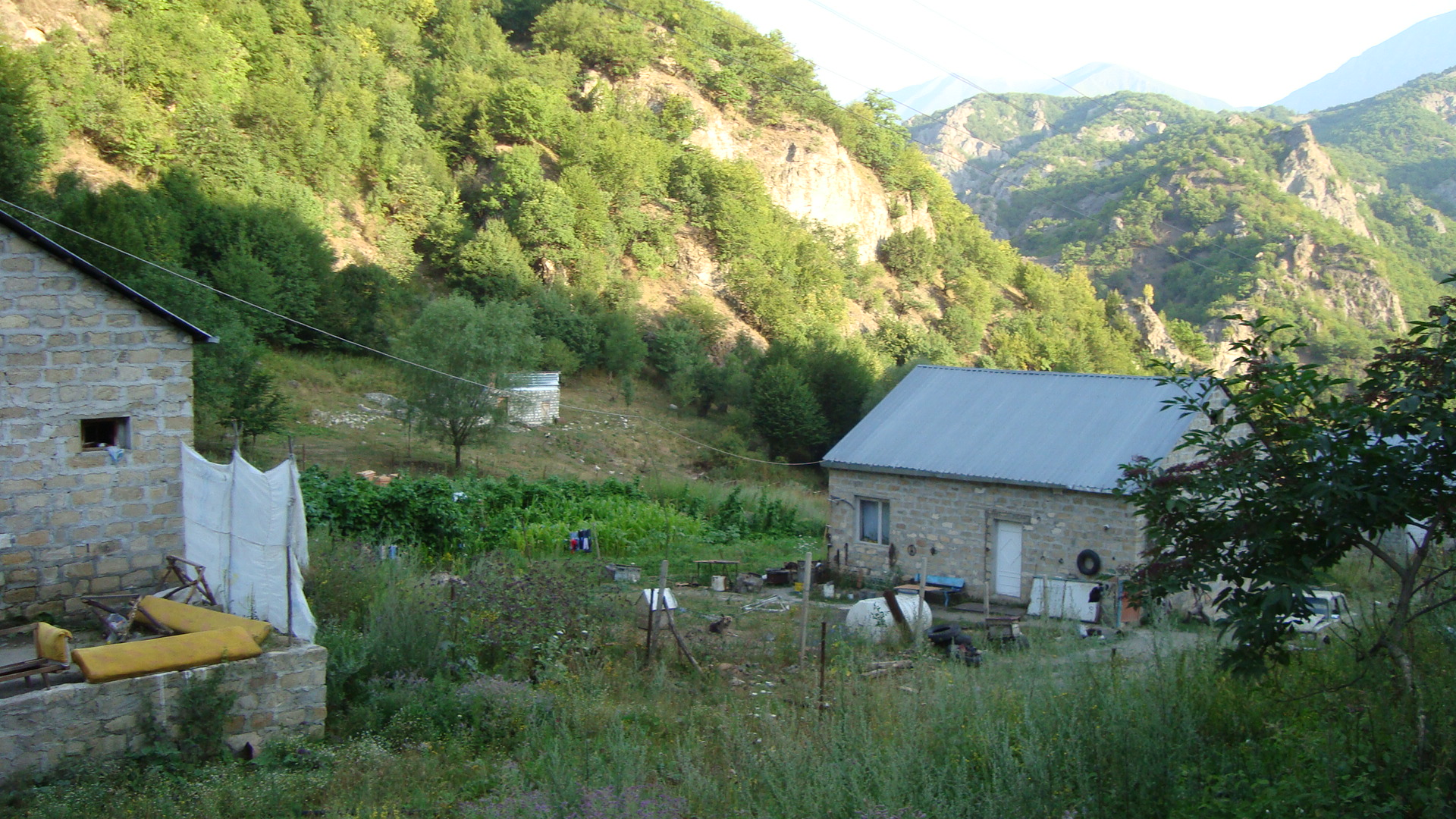
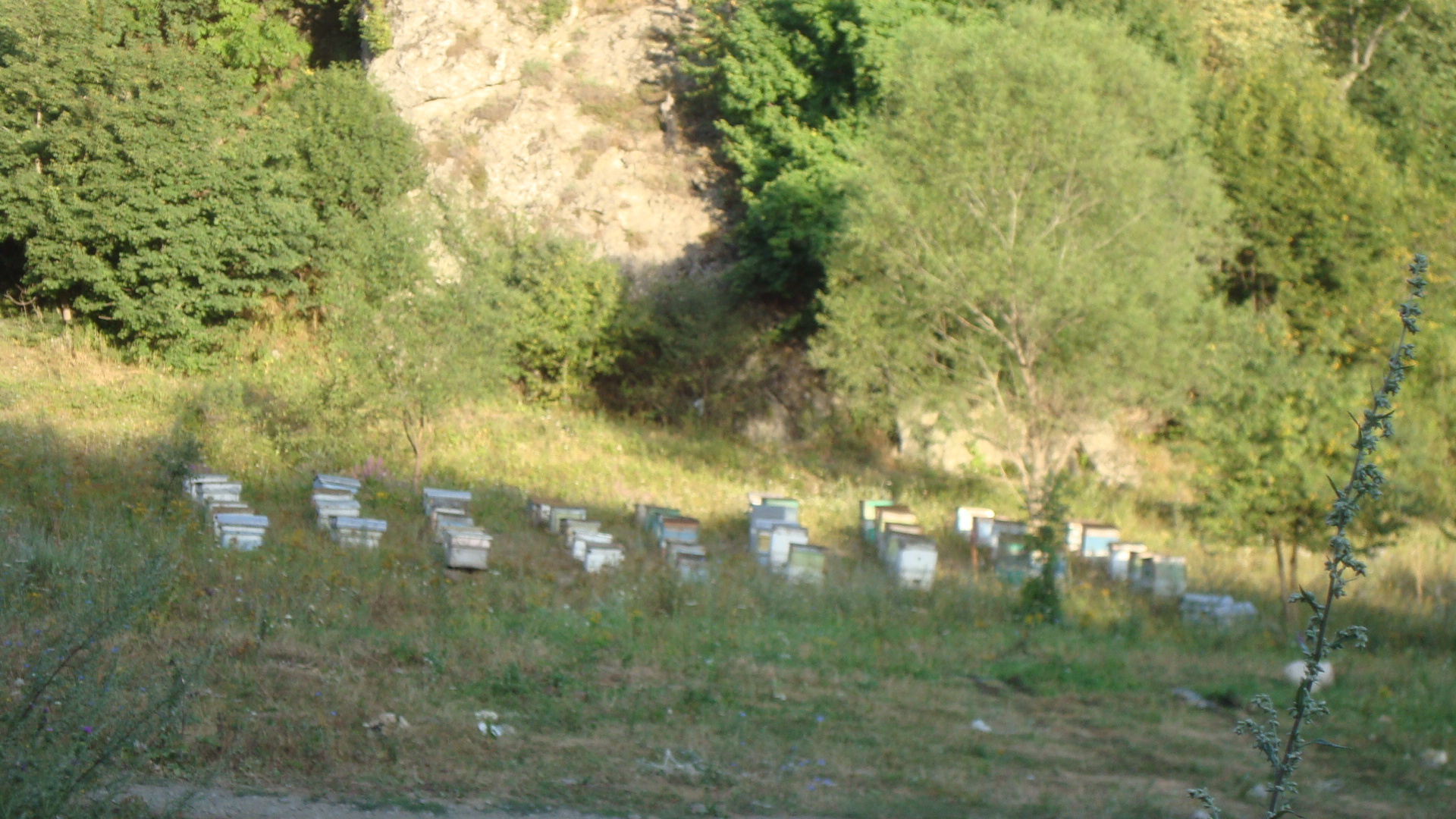
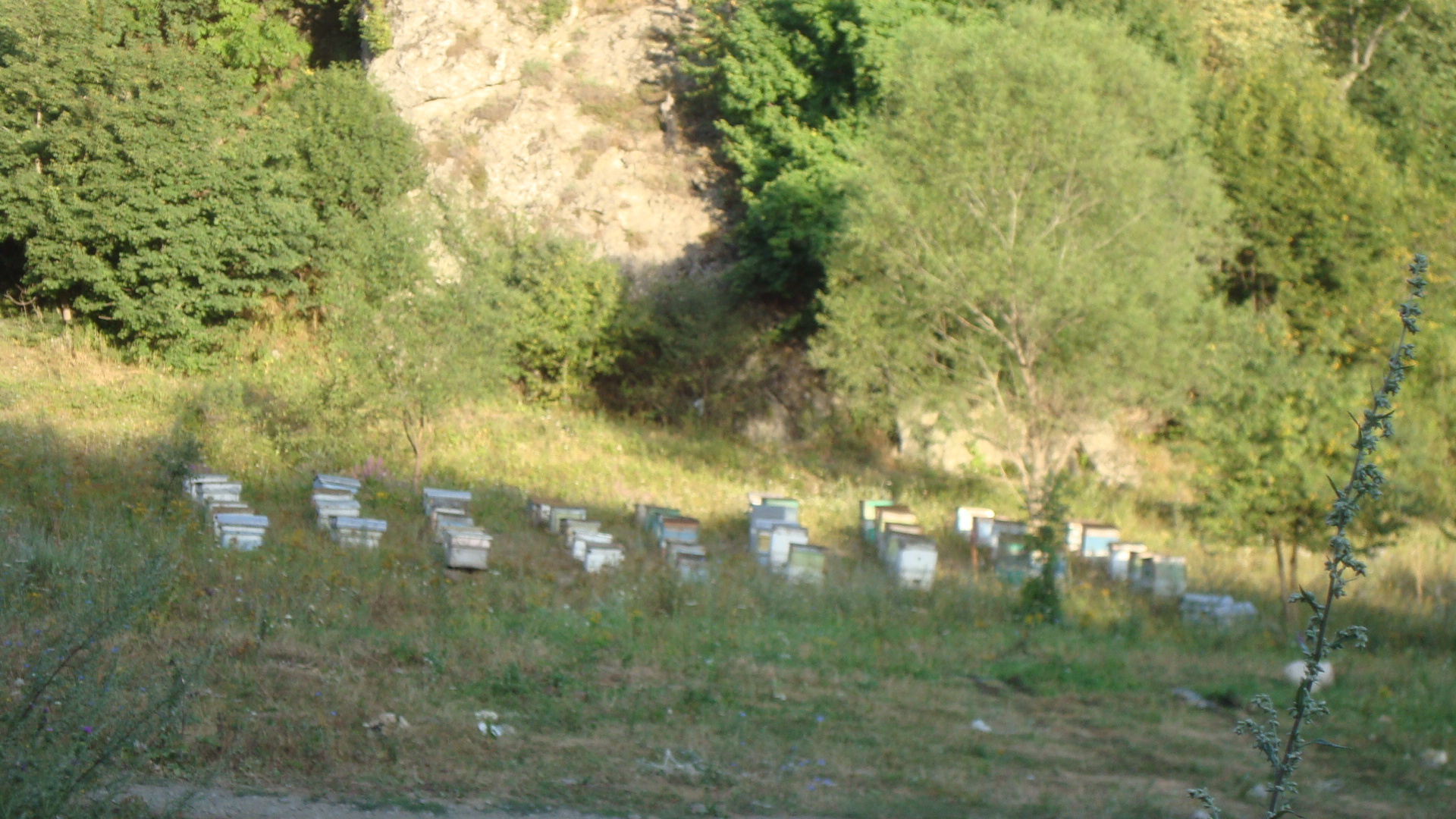
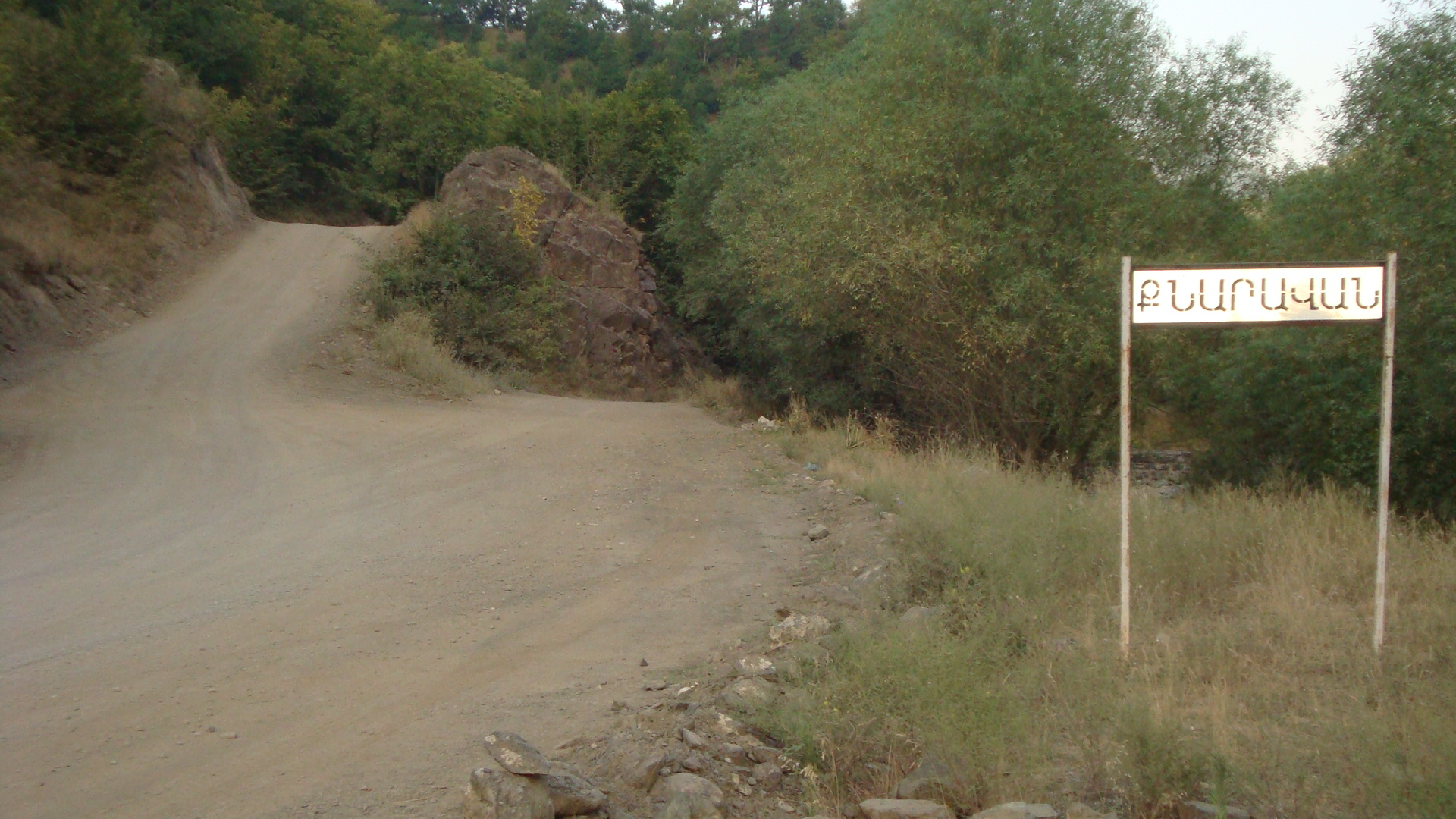